# Benjamin Christensen
Pour les articles homonymes, voir Christensen.
Benjamin Christensen est un réalisateur danois, né le 28 septembre 1879 à Viborg et décédé le 2 avril 1959 à Copenhague.
Considéré avec Carl Theodor Dreyer comme le maître du cinéma muet danois, il est aujourd'hui oublié, du moins en France, excepté par son œuvre-phare La Sorcellerie à travers les âges. Il réalisa également sept films aux États-Unis.

## Filmographie

### comme réalisateur
Au Danemark
- 1914 : Le Mystérieux X
- 1916 : Nuit de justice
- 1922 : La Sorcellerie à travers les âges (Häxan)

En Allemagne
- 1923 : Sa femme l'inconnue
- 1925 : Die Frau mit dem schlechten Ruf

Aux États-Unis
- 1926 : Le Cirque du diable
- 1927 : Mockery
- 1928 : The Hawk's Nest

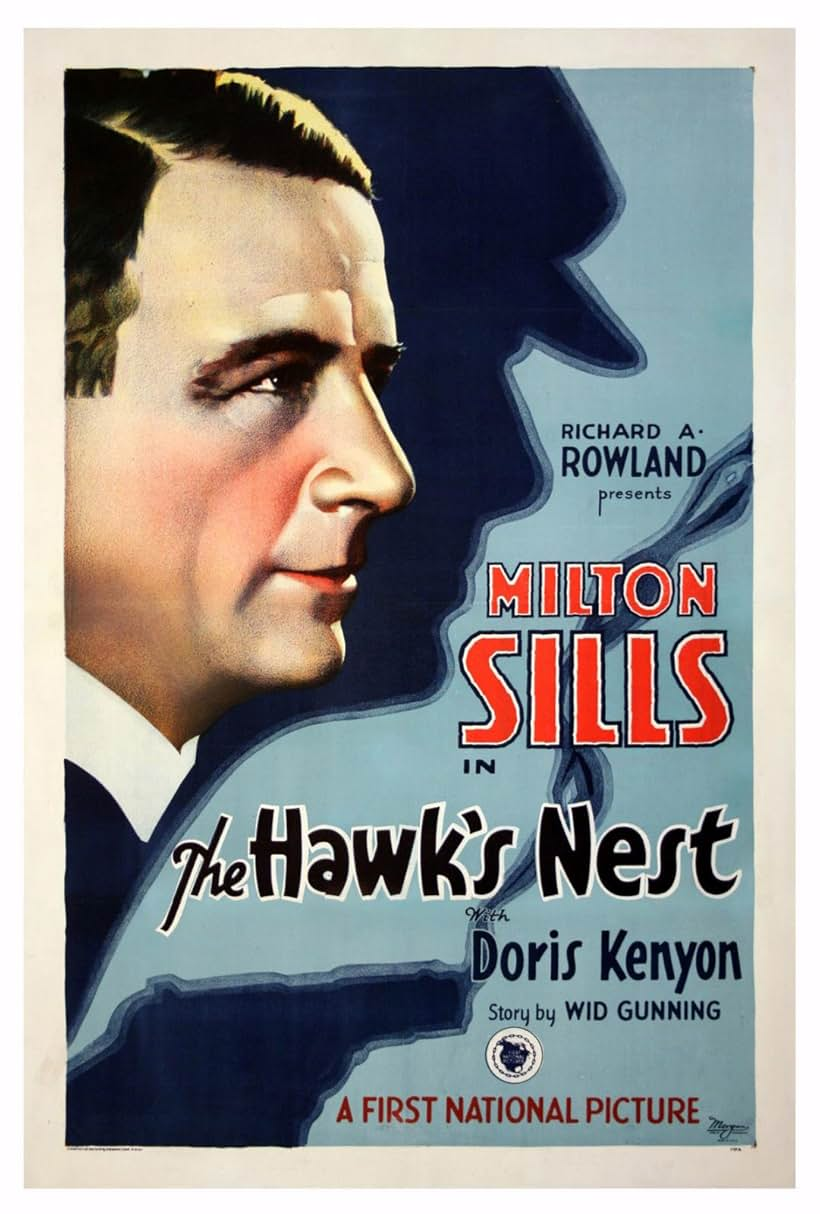
Affiche du film The Hawk's Nest (1928).

- 1928 : La Maison hantée (The Haunted House)
- 1929 : Seven Footprints to Satan
- 1929 : House of Horror
- 1929 : L'Île Mystérieuse

Au Danemark
- 1939 : Les Enfants du divorce
- 1940 : Barnet
- 1941 : Viens à la maison avec moi
- 1942 : Lady with the Live Glowes

### Comme acteur
- 1924 : Michaël de Carl Theodor Dreyer